# Ménil-Gondouin
Ménil-Gondouin é uma comuna francesa na região administrativa da Normandia, no departamento Orne. Estende-se por uma área de 9,29 km². Em 2010 a comuna tinha 173 habitantes (densidade: 18,6 hab./km²).